# Divočina Glacier View
Divočina Glacier View má rozlohu 12,64 km² a nachází se vedle národního parku Mount Rainier na západě amerického státu Washington. Byla založena roku 1984.
K území se dá dostat pomocí silnice Washington State Route 706 a silnice lesní správy číslo 59, 5 kilometrů východně od města Ashford. Přístup je možný pouze se Severozápadním lesním průkazem, který se dá zakoupit v Ashfordu, nebo na internetu.
Divočinu spravuje národní les Gifforda Pinchota, ve kterém patří do rangerského okrsku Cowlitz Valley, jehož sídlo se nachází v obci Randle.
Na několika zdejších turistických stezkách se nachází jednoduchá tábořiště. Autokempingy se nachází v národním lese Gifforda Pinchota (Big Springs) a v národním parku Mount Rainier. Soukromé autokempingy a chaty k pronájmu se nachází na hlavní přístupové silnici nedaleko města Elbe.
Velice populární destinací pro pěší turistiku je stezka č. 249 Lake Christine/Mount Beljica. Jezero se nachází asi dva kilometry od silnice lesní správy č. 5920, hora se nachází pět kilometrů od silnice. Stezka č. 267 Glacier View se nachází v nižších nadmořských výškách, je dlouhá také pět kilometrů a na jejím konci se nachází vyhlídka na Mount Rainier. Stezka č. 248 Puyallup vede ke Kozímu jezeru a dá se po ní dojít až do národního parku Mount Rainier. Dostat se k ní dá také pomocí silnice lesní správy č. 5920.